# Pyhäjärvi, Viborgs län
Pyhäjärvi (ryska: Otradnoje) var en kommun i Keksholms härad i Viborgs län.
Ytan (landsareal) var 521,6 km² och kommunen beboddes av 6.927 människor med en befolkningstäthet av 13,3 km² (1908-12-31).
Pyhäjärvi var enspråkigt finskt och blev del av Sovjetunionen efter andra världskriget.
Efter fortsättningskriget evakuerades befolkning från Pyhäjärvi till kommunerna Vittis, Tavastkyro, Ikalis, Jämijärvi, Karkku, Kauvatsa, Keikyä, Kiikka, Kikois, Lavia, Mouhijärvi, Nokia, Parkano, Suodenniemi, Suoniemi och Tyrvis.
Kommunens kyrkby är numera centralort för landskommunen med samma namn (ryska: Plodovoje). Delar av den finska kommunen hör till landskommunerna Sakkola (Gromovo), Räisälä (Melnikovo) och Norsjoki (Larionovo). Byn kring järnvägsstationen heter Otradnoje.

## Finska byar
- Alakylä